# Rożen Mały
Rożen Mały (ukr. Малий Рожин) – wieś na Ukrainie, w obwodzie iwanofrankiwskim, w rejonie kosowskim.